# Werner Haase
Werner Haase (Köthen, 1900. augusztus 2. – Butirka, 1950. november 30.) német orvos és egyetemi tanár. Ő volt Adolf Hitler egyik személyi orvosa. A legvégsőkig a Führerbunkerben maradt, ő tesztelte a ciánkapszulákat Hitler kutyáján, Blondin. A bunker elfoglalása után szovjet hadifogságba került. Egy moszkvai börtönben hunyt el.